# Ducati Diavel
Il Diavel è una motocicletta entrata in produzione nel 2011 dopo la presentazione ufficiale al pubblico avvenuta nel novembre 2010, all'EICMA (Esposizione Internazionale Ciclo Motociclo e Accessori) di Milano.
Nel 2013 vengono presentate altre due versioni di Diavel. La Cromo che ha la particolarità di avere un serbatoio completamente cromato e la Strada che, invece, ridefinisce il concept avvicinandolo ad una moto Touring, comprensiva di schienale, borse laterali e l'unità luci posteriore lievemente modificata.
La nuova versione è stata presentata nel 2014 al Salone di Ginevra, poco prima del "World Ducati Week 2014" nel mese di marzo. Il nuovo modello ha la particolarità di avere il faro anteriore completamente ridisegnato.
All'EICMA 2014 è stata presentata la versione limitata Titanium che ha la particolarità di avere tutti i pezzi di carrozzeria in titanio; ne sono stati prodotti solo 500 esemplari.
Sempre al Salone di Ginevra, nel 2019 è stata presentata la versione 1260 oltre la 1260 s che ha la caratteristica di offrire dei componenti aggiuntivi di alta gamma.

## Il contesto
Si inserisce nel mercato in un settore dove sono già presenti alcuni altri modelli quali la Yamaha V-Max e la Harley-Davidson V-Rod.
Priva di protezioni aerodinamiche, è equipaggiata da un propulsore bicilindrico a L da 1.198,4 cm³ raffreddato a liquido e dotato della classica distribuzione desmodromica (caratteristica di Ducati) che eroga una potenza di 162 CV (119 kW) a 9500 giri al minuto e dispone di una coppia di 13 kgm (127,5 N m) disponibile a 8.000 giri. L'impianto di alimentazione è a iniezione elettronica e il comando del gas è ride by wire, cioè sprovvisto del classico cavo e comandato elettronicamente; il cambio dispone di 6 rapporti.
Il telaio è il classico traliccio di tubi con il propulsore in funzione portante agganciato nella parte inferiore; l'impianto delle sospensioni prevede una forcella anteriore con steli rovesciati dal diametro di 50 mm di produzione Marzocchi mentre al posteriore è disponibile un monoammortizzatore Sachs.
L'impianto frenante dispone di serie dell'ABS ed è composto da tre freni a disco della Brembo: i due anteriori da 320 mm di diametro, il singolo posteriore da 265 mm. Tra le particolarità dichiarate quella di avere uno pneumatico posteriore particolarmente largo, da 240/45 ZR17, preparato appositamente dalla Pirelli.
Dotata di omologazione Euro 3, la prima versione è stata resa disponibile in due versioni, la base (Red o Black Diamond) e la ''Carbon'' (Red o Black) il cui nome richiama la presenza di molte parti prodotte in fibra di carbonio. Qualche mese dopo grazie ad una collaborazione con Mercedes viene presentata una versione speciale denominata AMG che è caratterizzata da cerchi ruota forgiati a 5 razze, le griglie laterali dei radiatori realizzate in carbonio con fregi in alluminio ed uno scarico con fondelli incisi con il logo AMG. L'esclusività di questa versione è sottolineata dal badge applicato sul carter di sinistra con la firma del tecnico motorista che ha manualmente calibrato la fasatura del sistema Desmodromico.
Tra le caratteristiche maggiormente evidenziate sin dalla sua presentazione, vi è la parte elettronica che comprende la possibilità di gestione della potenza con tre mappature diverse a seconda dell'uso e delle esigenze, nonché l'assenza della classica chiave di avviamento, sostituita da un sensore che riconosce a distanza la chiave indossata dall'utilizzatore/proprietario.

### Diavel 1260
Nel 2019 Ducati lancia il nuovo Diavel 1260, disponibile sia in versione standard che in versione S. Il nuovo modello, pur confermando l'aspetto muscoloso, l'assetto caricato sull'anteriore, le prese d'aria ben in vista e altre caratteristiche stilistiche dei modelli precedenti, si distingue da essi per alcuni sostanziali cambiamenti al motore e alla ciclistica.
Il motore del nuovo 1260 è un Testastretta DVT da 1262 cm³; il telaio è di dimensione più ristretta rispetto a quello delle versioni precedenti ma è fissato alle teste del motore, che fungono da elementi portanti.
Altre differenze evidenti rispetto ai modelli precedenti riguardano lo scarico, che è per lo più nascosto al di sotto al motore, in maniera da non andare a nascondere alla vista la ruota posteriore, e la posizione dei radiatori, collocati in posizione centrale. Altre cambiamenti riguardano le maggiori dimensioni della sella e gli indicatori di indicazioni in stile light blade, integrati nei copriradiatori. L'allestimento S si differenzia dal modello base per la presenza delle sospensioni e dell'ammortizzatore Öhlins, delle pinze Brembo, di cerchi personalizzati e di una diversa rifinitura della sella.

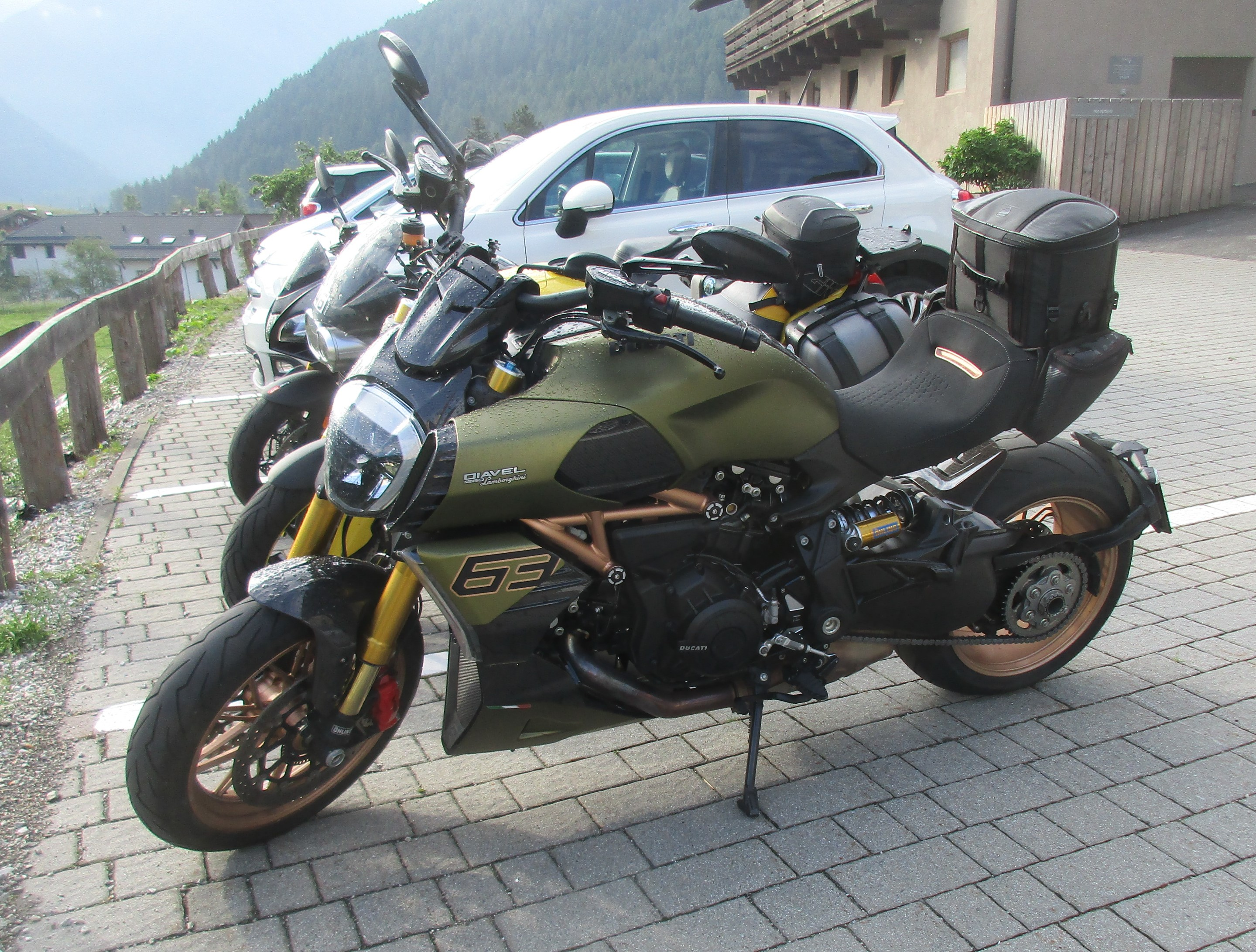
Un Diavel 1260 Lamborghini, con la caratteristica livrea verde e il numero 63.

Nel 2021 entrambe le versioni del 1260 vengono aggiornate per adeguarsi alla normativa Euro 5; i nuovi modelli conservano tutte le caratteristiche di quelli precedenti, salvo un aumento del peso e della potenza massima.
Sempre nel 2021 viene presentata un'edizione limitata del 1260, frutto della collaborazione tra Ducati e Lamborghini. La nuova moto, denominata per l'appunto Ducati 1260 Lamborghini, si ispira fortemente alla Lamborghini Sián FKP 37, da cui ha mutato alcuni degli stilemi caratteristici. La moto si distingue per la livrea colore Verde Gea, il medesimo della Sián, per i cerchi di tipo automobilistico, per la presenza di numerose rifiniture in carbonio, per il ridisegno di alcuni dettagli rispetto al modello standard (prese d'aria, copriradiatori, sella, parafango anteriore, ...) e per il richiamo all'esagono e alla "Y", elementi caratteristici della Lamborghini, nella forma degli scarichi e nelle impunture della sella. Per il resto le caratteristiche corrispondono a quelle del 1260 S in versione Euro 5, salvo per una lieve riduzione del peso per via delle parti in carbonio.
L'esclusività del modello è confermata anche dal numero 63 presente sulla fiancata, duplice richiamo sia all'anno di fondazione della casa di Sant'Agata Bolognese, sia alle 630 unità prodotte per tale edizione limitata.

### Diavel V4
Per l'anno 2023 Ducati introduce un nuovo modello di Diavel, il Diavel V4, che va a sostituire il 1260.
Pur mantenendo le caratteristiche linee muscolose dei modelli precedenti, il nuovo Diavel V4 se ne differenzia per importanti innovazioni al motore e alla ciclistica.
La più evidente innovazione del nuovo Diavel è nuovo motore: il V4 Granturismo. Si tratta di un quadricilindrico da 1158 cm³, che eroga una potenza massima di 168 CV a 10.750 giri/min e dispone di una coppia massima di 12,8 kgm ai 7.500 giri. Il nuovo propulsore è dotato di albero motore controrotante, in maniera da ridurre l'effetto giroscopico e aumentare l'agilità della moto, e di un sistema di spegnimento dei due cilindri posteriori al di sotto dei 4.000 giri/min, finalizzato alla riduzione di consumi, emissioni e calore.
Per quanto riguarda la ciclistica, il Diavel V4 si caratterizza per l'adozione di un telaio monoscocca, in luogo di quello tubolare metallico dei precedenti modelli, e di un forcellone monobraccio, entrambi in alluminio. Il cambio di telaio e l'adozione del nuovo motore determinato anche una riduzione del peso di circa 13 kg rispetto all'ultima versione del 1260.
Tra le altre innovazioni del nuovo modello si segnalano anche un avvicinamento del manubrio al pilota di 20 mm rispetto a quello del 1260, un nuovo scarico a quattro uscite ed un riprogettamento dei gruppi ottici; nello specifico gli indicatori di direzioni dinamici sono stati integrati nel manubrio, le luci di marcia diurna anteriori hanno assunto una forma a doppia C (che nelle intenzioni di Ducati dovrebbe caratterizzare tutte le future naked della casa) mentre per la luci posteriori è stata adottata una caratteristica matrice di led puntiformi.
Infine la nuova sella del Diavel è stata ridisegnata ed è stata dotata di una cover di serie per il posto del passeggero, che unitamente alle pedane retraibili e al maniglione posteriore a scomparsa, permettono di poter passare facilmente da una configurazione biposto ad una monoposto.